# Staurolite
La staurolite ou staurotide est une espèce minérale du groupe des silicates et du sous-groupe des nésosubsilicates, de formule (Fe,Mg,Zn,Co)1,5-2Al9(SiO4)4O6(O,OH)2 avec des traces de Ti, Cr, Mn, Co et Li. Elle cristallise dans le système cristallin monoclinique. Les cristaux peuvent atteindre jusqu'à 12 cm.

## Historique de la description et appellations

### Inventeur et étymologie
Elle a été décrite en 1792 par le minéralogiste français Jean-Claude Delamétherie, qui lui a donné le nom de staurolite, du grec σταυρός stauros (« pieu pour une palissade », « pieu pour le supplice », d'où « croix ») issu de la racine indoeuropéenne sta (« être debout »). René Just Haüy a tenté de la rebaptiser staurotide, mais l'antériorité de Delamétherie a été reconnue.

### Topotype
Il n’existe pas de topotype reconnu pour cette espèce.

### Synonymie
- Croisette (René Just Haüy)[5]
- Granatite : dérive de « Granatenart » des auteurs allemands et que Jean-Claude Delamétherie considérait au début du XIXe siècle comme une variété rouge de staurolite[6]
- Pierre de croix (Romé de L'Isle)[7]
- Schorl cruciforme (Romé de L'Isle)
- Staurotide (René Just Haüy)[8]

## Caractéristiques physico-chimiques

### Variétés et mélanges
- Lusakite : variété de staurolite riche en cobalt de formule (Fe,Mg,Co)2Al9Si4O23OH. Le nom est inspiré du topotype de la variété :  Lusaka, Zambie[9].
- Zincian staurolite : variété de staurolite riche en zinc[10].

### Cristallographie
La staurolite cristallise dans le système cristallin monoclinique, de groupe d'espace C2/m, avec Z=1 unité formulaire par maille conventionnelle. Ses paramètres de maille sont {\displaystyle a} = 7,88 Å, {\displaystyle b} = 16,63 Å, {\displaystyle c} = 5,66 Å et β = 90,06°, conduisant à un volume de la maille V de 741,71 Å3 et une masse volumique calculée de 3,73 g/cm3.

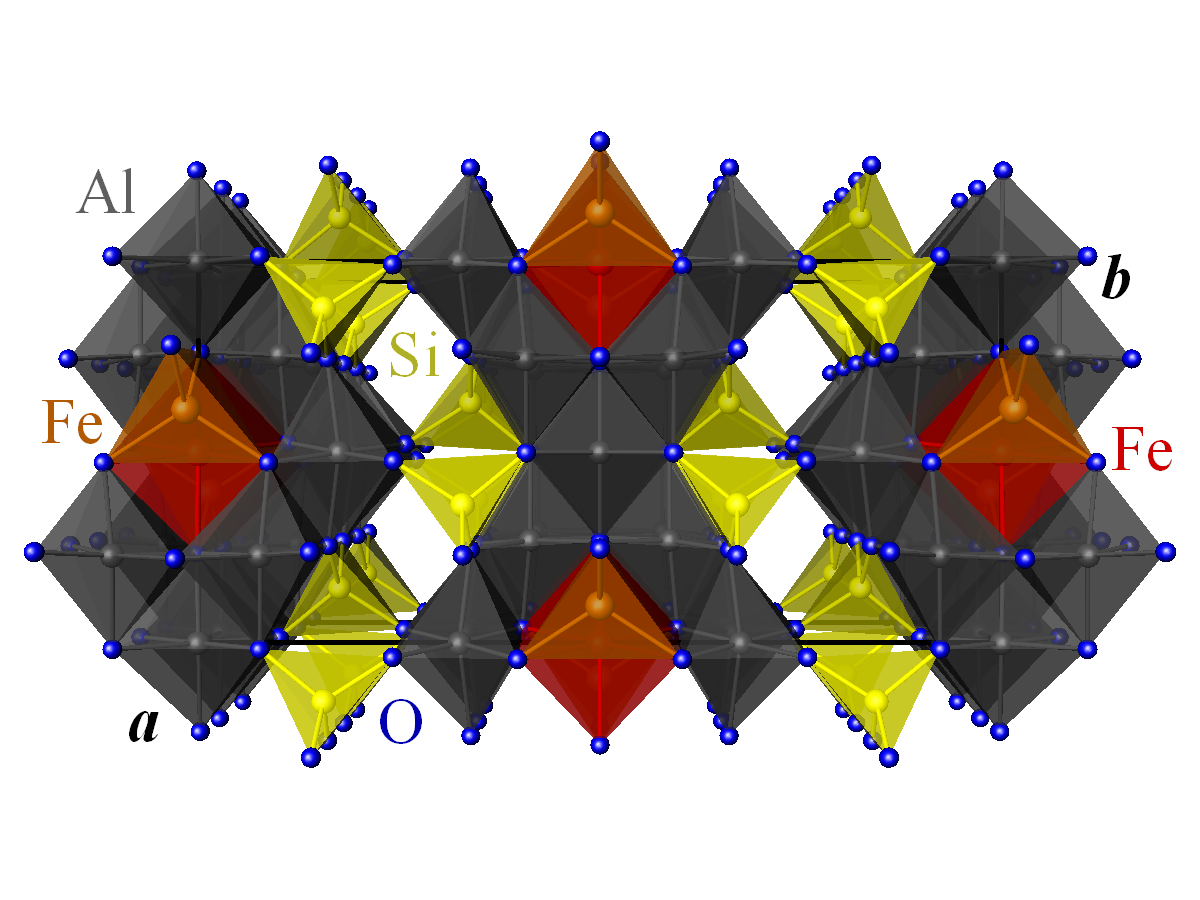
Structure de la staurolite projetée sur le plan (a,b) (vue en perspective). Rouge et orange : Fe, gris : Al, jaune : Si, bleu : O. Les atomes d'hydrogène ne sont pas représentés.
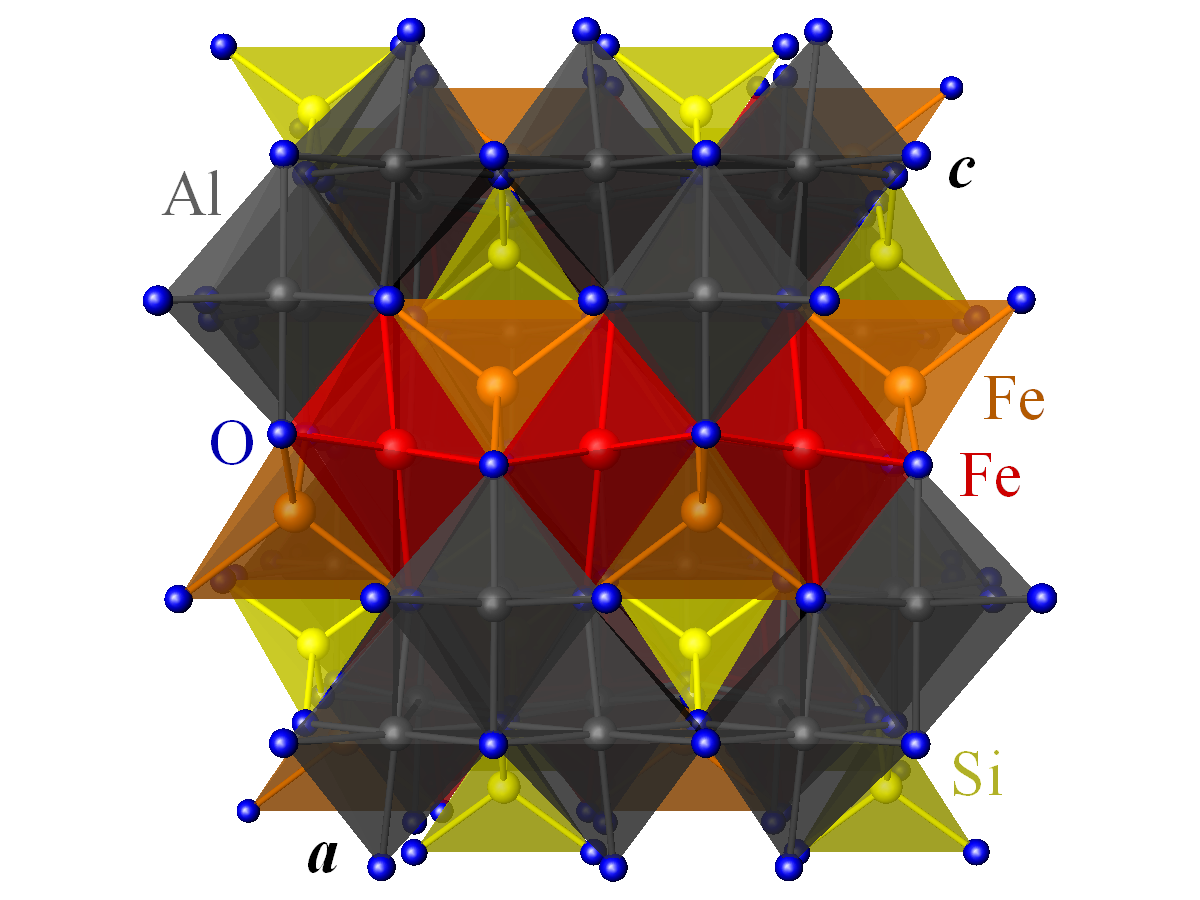
Structure de la staurolite projetée sur le plan (a,c) (vue en perspective). Rouge et orange : Fe, gris : Al, jaune : Si, bleu : O. Les atomes d'hydrogène ne sont pas représentés.

### Propriétés physiques
Les macles de la staurolite

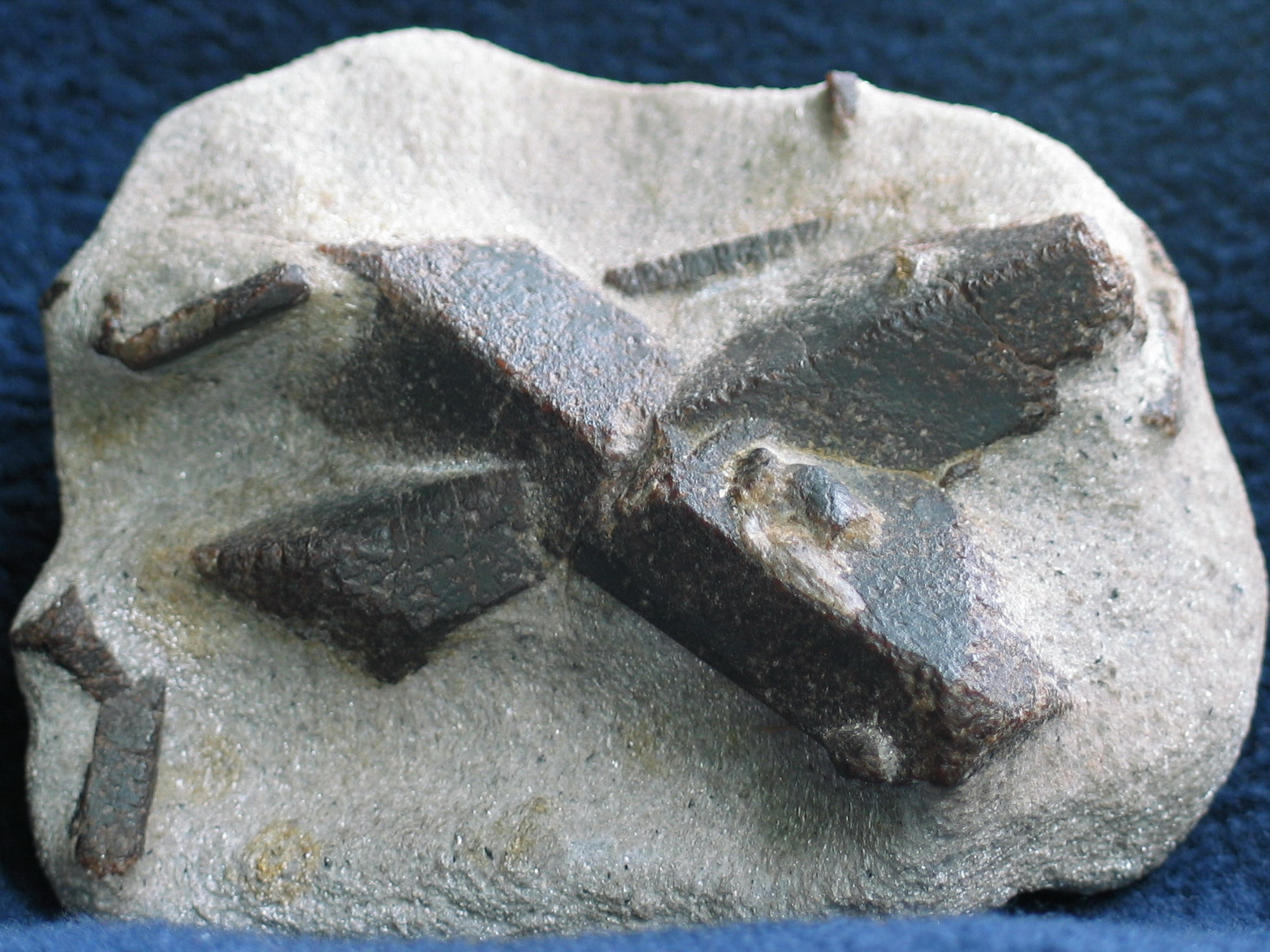
« croix de saint André »
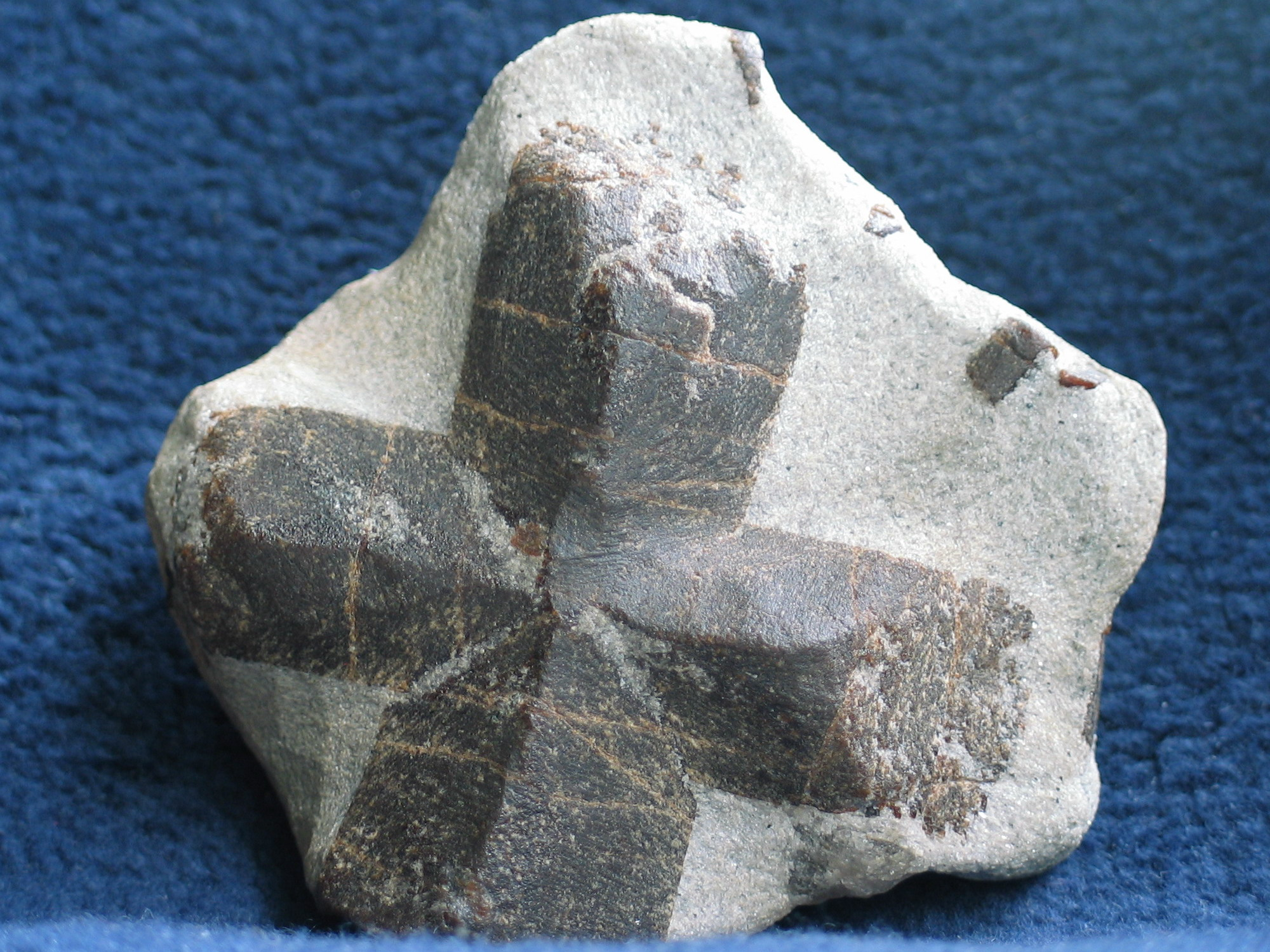
« croix grecque »
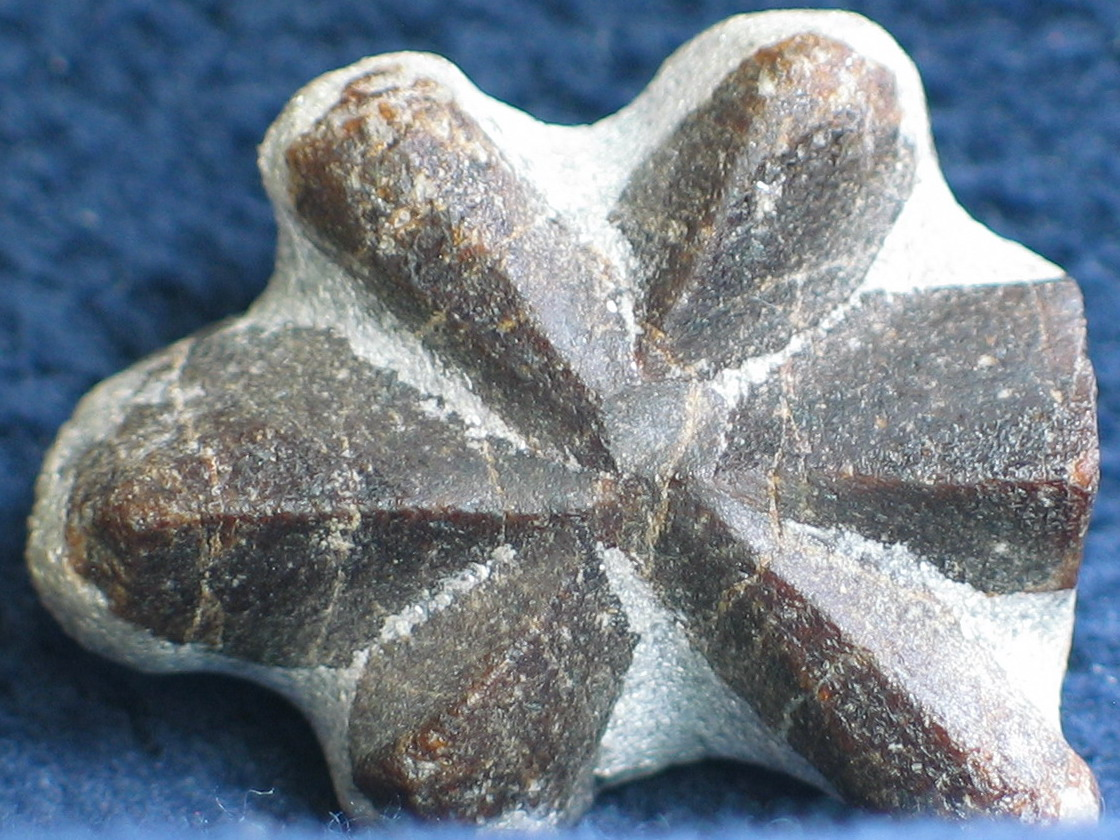
trois cristaux maclés en roue

Les macles cruciformes de la staurolite sont des macles d'interpénétration de cristaux produites par rotation autour de l'un des axes binaires du réseau rhombique, :
- la macle à « croix de saint André » a l'indice de macle 12 et est obtenue par rotation de 180° autour de l'axe [313] ou de 120° autour de l'axe [102] ;
- la macle à « croix grecque » a l'indice de macle 6 et est obtenue par rotation de 90° autour de l'axe [100] ou de 180° autour de l'axe [013].

La macle à croix de saint André est plus fréquente à cause d'une sous-structure commune aux cristaux maclés plus importante que dans la macle à croix grecque.
En 2019 une nouvelle macle par réflexion sur le plan (202) a été découverte et appelée Macle de Coray, du nom de la commune du Finistère où elle a été trouvée.

## Gîtes et gisements

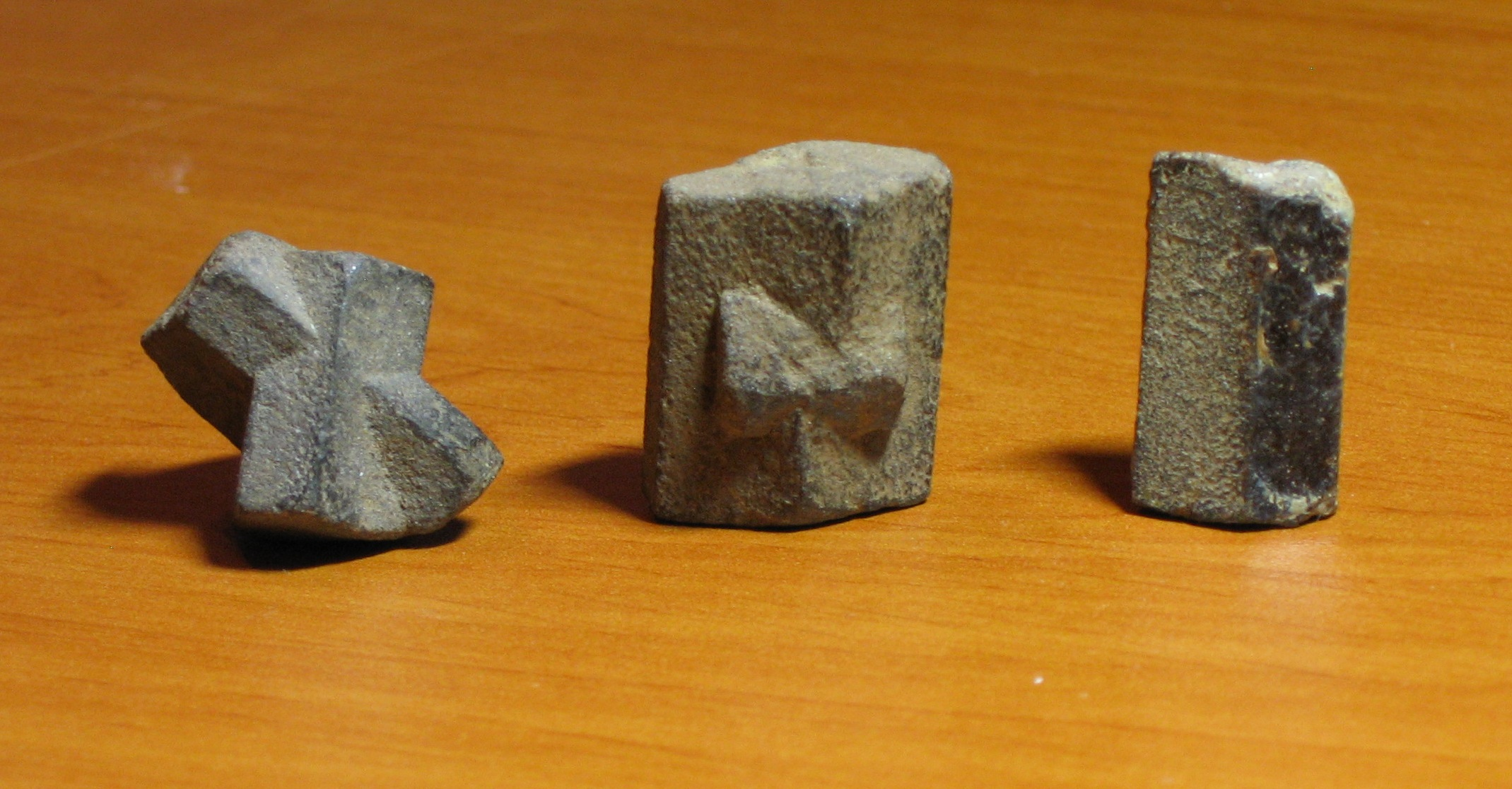
Les « pierres de Coadry », dont celle en croix de Saint-André (à gauche, appelée « croisette de Bretagne ») qui est associée à de nombreuses légendes.

Deux filons traversent l'intérieur de la Cornouaille ; l'un va de Plogonnec à Guiscriff, les affleurements étant abondants près de Coadry dans la commune de Scaër ; le second gisement se trouve dans le triangle Baud - Locminé - Saint-Allouestre, aussi en Bretagne. 

### Gîtologie et minéraux associés
GîtologieDans les roches alumineuses du métamorphisme de contact, micaschistes et gneiss
Minéraux associéscyanite, les grenats, andalousite, sillimanite, les tourmalines.

## Exploitation des gisements
UtilisationsLes pierres gemmes peuvent être taillées.

### Gisements producteurs de spécimens remarquables
Brésil

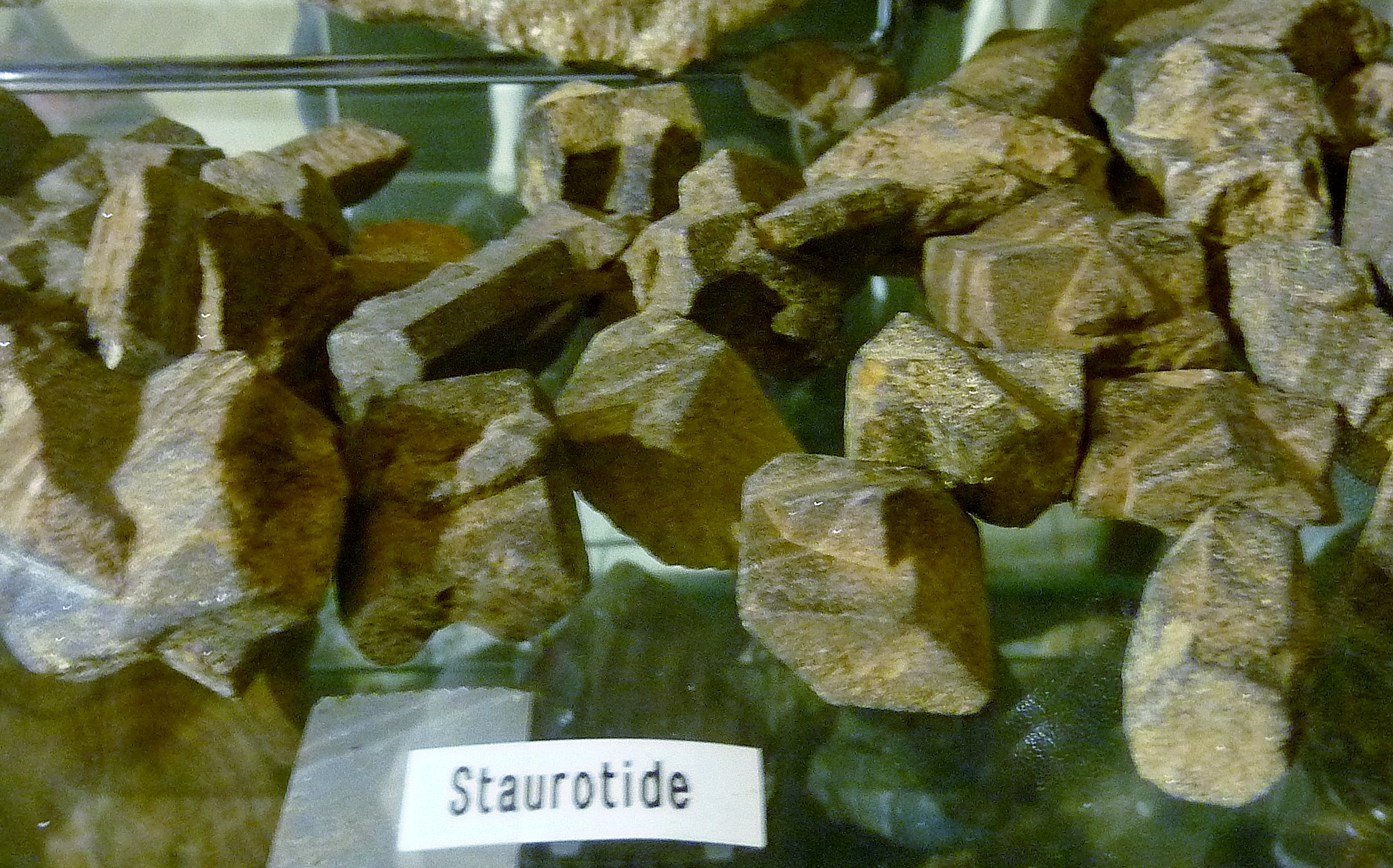
Musée de l'Amiral à Penhors : staurotide

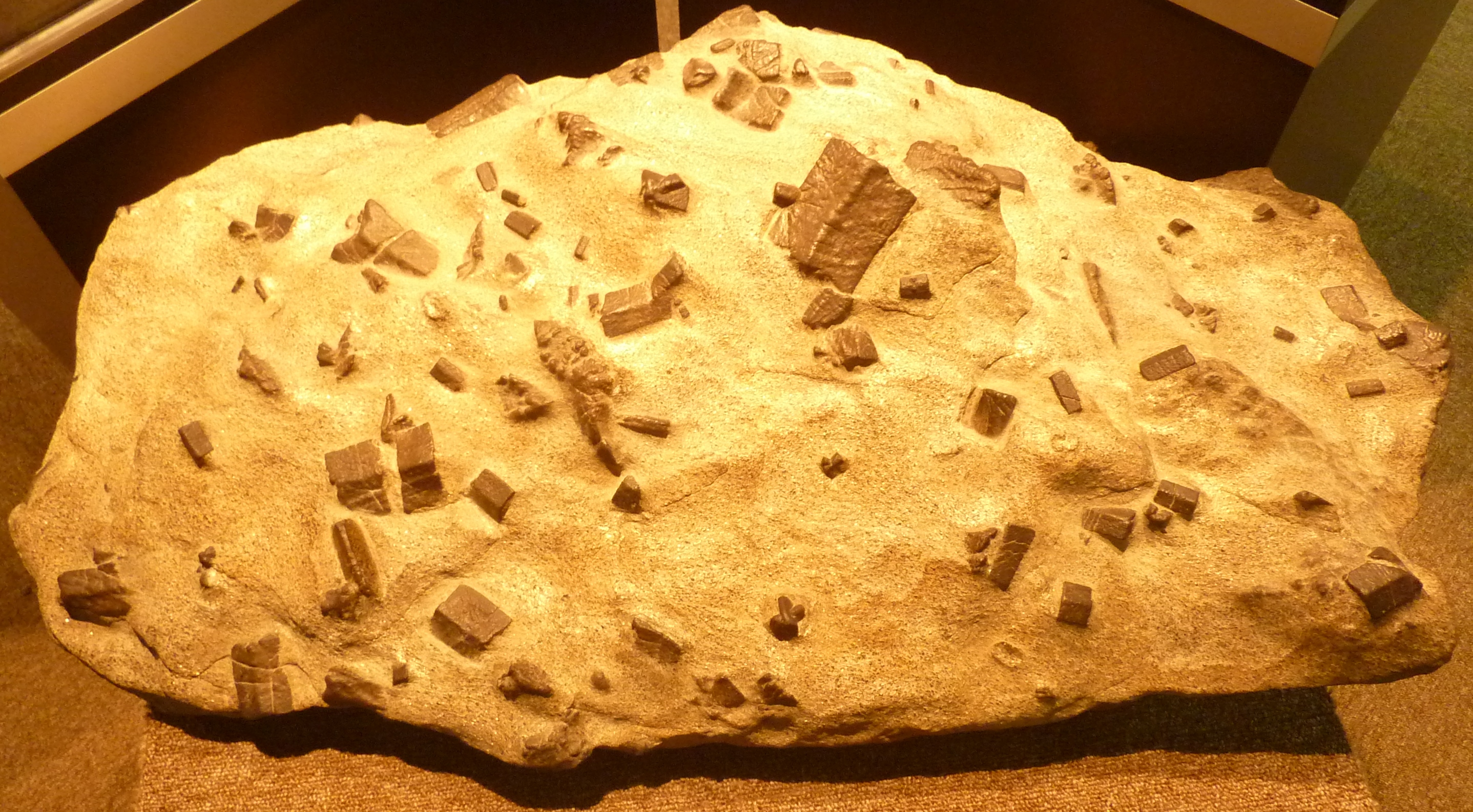
Micaschiste à staurotides trouvé à Coray (Maison des minéraux de Crozon)

- Mine de Rocha Mineração, Itabira, Iron Quadrangle, Minas Gerais[16]

 États-Unis
- Cook Road Staurolite locality, Windham, Comté de Cumberland, Maine[17]

 France
- Coray, Finistère, Bretagne[18]
- Le Lavandou, Bormes-les-Mimosas, Var, Provence-Alpes-Côte d'Azur[19]

 Russie
- Pestsovye Keivy, Péninsule de Kola, Murmanskaja Oblast

 Suisse
- Alpe Sponda - Pizzo Forno, Val Chironico, Leventina, Tessin[20]

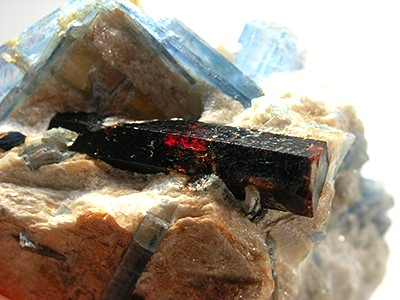
Forme gemme - Suisse
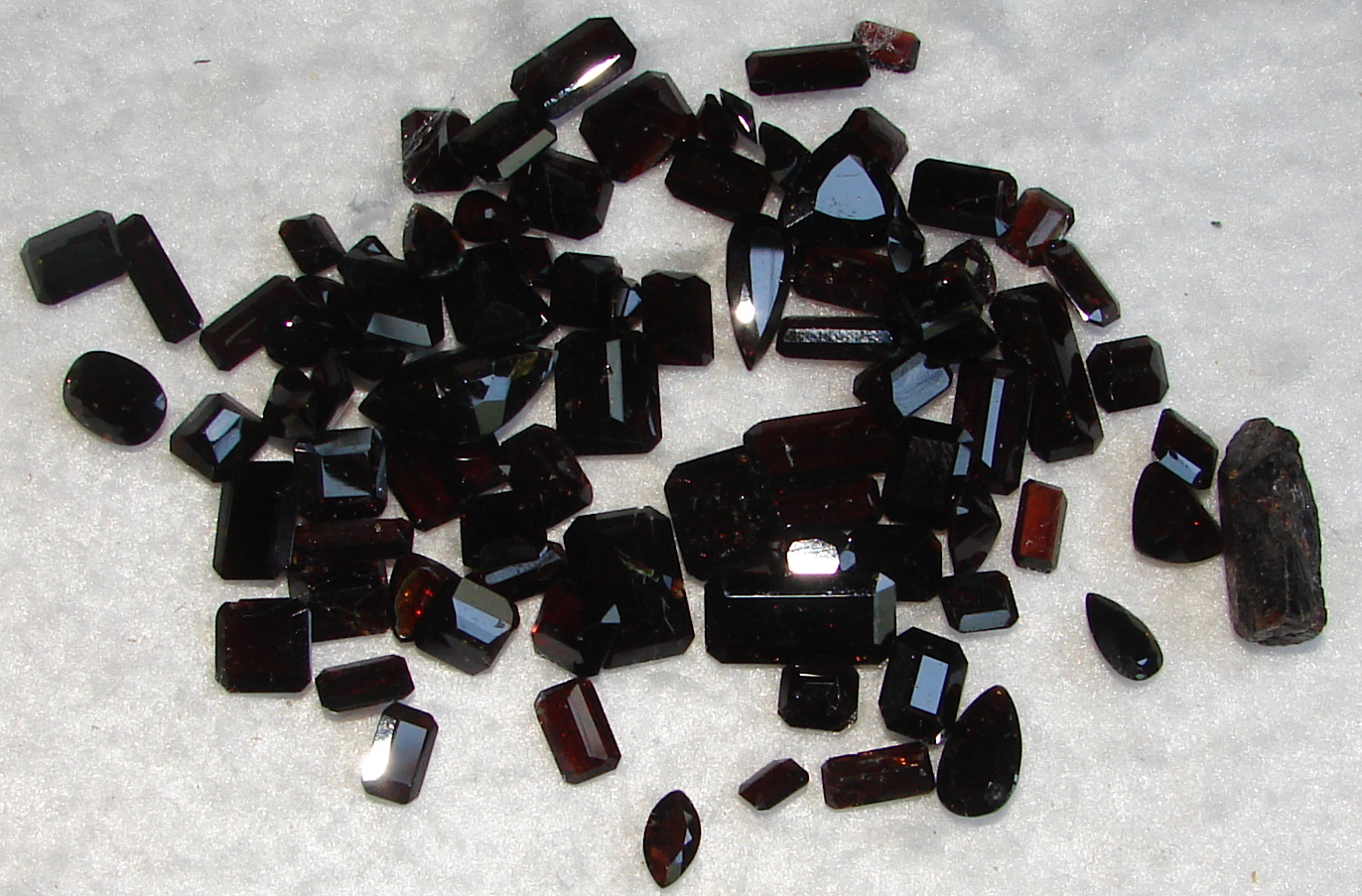
Staurolite taillée - Brésil